# Marjorie Steele
Marjorie Steele, ou Marjorie Gibbon sous son nom d'épouse, est une actrice et sculptrice américaine née le 27 août 1930 à Reno (Nevada) et morte le 19 janvier 2018 à Dublin.

## Biographie
Sa mère est d'ascendance russe et suédoise, et son père, d'origine allemande et Sioux. En 1949, elle épouse le producteur Huntington Hartford, dont elle divorce en 1961. Puis elle se marie avec l'acteur Dudley Sutton et ils restent ensemble deux ans de 1963 à 1965. Enfin, elle devient la femme de Constantin FitzGibbon en 1967 jusqu'à la mort de celui-ci en 1983.
Sa carrière cinématographique est très courte.

## Filmographie
- 1949 : Hello Out There
- 1949 : Tough Assignment
- 1952 : Face to Face
- 1953 : No Escape : Pat Peterson